# Damietta (rzeka)
Damietta, (arab. Dumjat) – wschodnie ramię deltowego ujścia Nilu, jedno z dwóch głównych ramion tej rzeki (obok Rosetty, wspólnie z którą Damietta tworzy deltę Nilu). 
U ujścia Damietty leży miasto Damietta.